# 清水川元吉
清水川 元吉（しみずがわ もときち、1900年1月13日 - 1967年7月5日）は、青森県北津軽郡三好村（現：青森県五所川原市）出身で二十山部屋に所属した大相撲力士。本名は長尾 米作（ながお よねさく）。最高位は東大関。

## 来歴

### 入門〜破門宣告
1900年1月13日に、青森県北津軽郡三好村（現：青森県五所川原市）で農家を営む家に長男として生まれる。隣家は江戸相撲の名大関だった柏戸利助の生家で、米作少年の父親も地方相撲の強豪だったことから、米作自身も宮相撲で活躍、1916年の夏に二十山の一行が巡業へやってきた際に父親に伴われて入門、1917年に上京して同年1月場所で初土俵を踏んだ。「清水川」の四股名は、故郷を流れる川と宮相撲で大関を務めていた時に名乗っていた名前から付けた。
幕下時代から、左を差して寄るか、宮相撲で鍛え上げた粘り強い足腰を生かして右上手を取ってから引き付けて吊り出す取り口だったが、1921年の巡業で小松山から「左が強いから右四つに組んで寄り、相手が堪える端に左上手から投げを打つように」との指導を受け、切れ味の鋭い上手投げを完成させた。この新たな取り口と、観客をも緊張させるほどの土俵度胸の良さを武器に、1923年1月場所において新入幕を果たした。一度は十両へ陥落したもののすぐに戻るなど、将来の花形力士と期待されたが、人気に溺れて遊興に現を抜かすようになった。さらにヤクザが絡む事件を起こして本場所を続けて放棄したため、大日本相撲協会も看過できず、師匠・二十山が破門を宣告した。更に1928年には番付からも名前が削除され、廃業となった。

### 角界復帰〜大関昇進へ
しばらくの間、鹿児島県や兵庫県神戸市、さらに満州など各地を転々としていたが、翌年、白川義則陸軍大将の書を持参して大日本相撲協会へ復帰を要請した。当初は門前払いを受けたが、父親が「大関になってくれ」との遺書を残して自殺したことや、師匠・二十山と親しい荒汐に加えて、右翼幹部である頭山満・杉山茂丸などの有力者が清水川の角界復帰を後押しする動きを見せたことで、協会もようやく清水川の復帰の是非を問う評議会を開催した。当初、評議会出席者の大半は清水川の復帰に否定的だったが、出羽海の「身を殺して嘆願する例は将来にも有るのか」の発言によって大勢が変わり、1928年10月場所において幕下筆頭格で復帰を認めることが満場一致で承認された。復帰に際して下の名を本名の「米作」から父の名である「元吉」に改めた。
復帰後しばらく経った1932年に春秋園事件が勃発している。この事件では首謀者の天竜三郎らの主張に同調し、鏡岩善四郎や朝潮供三郎など多くの力士が相撲協会を脱退し、清水川自身も一時は革新力士団に同調したが、最終的には、4年前に自らの角界復帰を許してくれた相撲協会と師匠・二十山の恩に報いる形で、協会残留を選んだ。事件直後の1932年2月場所は8日間興行となったものの、清水川は関脇として8戦全勝で幕内最高優勝を果たした。この活躍により、同年3月場所終了後に大関昇進が決定した。かくして亡き父親の大関昇進の願いは叶えられた。

### 現役引退〜晩年
大関昇進後は、1932年10月場所に9勝2敗の好成績で2度目の幕内最高優勝を遂げた。この頃の清水川は、後に横綱へ昇進する玉錦三右エ門とほぼ互角に渡り合っており、この場所の優勝も玉錦に競り勝ってのものだった。1934年5月場所で3度目の幕内最高優勝を11戦全勝で飾り、清水川の横綱昇進も間近と大いに期待されたが、同年9月の島根での巡業中に右の大腿骨を脱臼する重傷を負った。本人は復帰は絶望と見て現役引退も考えたものの、人気の高さから相撲協会に懇願されて翻意した。ただ、脱臼の影響で上手投げが満足に打てなくなるなど以前のような取り口とは程遠く、寄り身を覚えて衰えを補おうとする試みも裏目に出て1936年1月場所では4勝7敗と皆勤負け越しを記録したことすらあった。結局、1937年5月場所を最後に現役を引退したが、前場所を10勝3敗と大きく勝ち越していたため、引退表明後に協会から「もう一場所勤務して欲しい」と再度慰留されて今度は固辞した。横綱昇進は果たせなかったものの、人気と実力を兼ね備えて相撲協会に多大な貢献をした清水川は名大関と称えられた。
現役引退後は年寄・追手風を襲名すると同時に、二十山部屋から分家・独立して追手風部屋を創立し清水川明於などを育成した。1964年11月場所を最後に部屋を閉鎖して立浪部屋（元横綱・羽黒山政司）に合流し、1965年1月12日をもって日本相撲協会を停年退職した。1967年7月5日に死去、67歳没。

## 人物・エピソード
- 放蕩によって一時期、破門・廃業となったが、復帰後は精進に努め、右四つの型から豪快な切れ味の上手投げを決める力士として人気を博した。独特の仕切りスタイルでも人気を集め、ラジオの実況中継では「清水川、鎌首をもたげました」と形容されて話題となった。
- 生来の親分肌に加えて古武士の風格を具え、人情味に溢れる人格者として慕われた。ある日、外出先で火事に遭遇した清水川は、持ち前の侠気を発揮して消火活動に尽力した。
- 「場所入りする間に信号で止まると負ける」と言って、国技館へ向かう際は信号で止まる可能性のある道を極力避けて通っていた。
- 四股名「清水川」は現在の追手風部屋[4]でも部屋伝統の四股名として扱われており、所属力士である幕内・遠藤が三役昇進を果たした際に襲名する予定であるという報道も存在した[5]が、師匠本人の口からは明言されておらず[6]、実際に三役昇進を果たした際も襲名しなかった。
- 小説家の尾崎士郎は清水川の贔屓筋を務めていた。清水川が帰参する際の保証人も尾崎が務めた[7]。

## 主な成績
- 通算成績：272勝157敗1分8預48休　勝率.634
- 幕内成績：193勝130敗1分2預44休　勝率.598
- 大関成績：87勝47敗　勝率.649
- 通算在位：53場所
- 幕内在位：34場所
- 大関在位：12場所
- 三役在位：5場所（関脇2場所、小結3場所）
- 金星：1個（常ノ花1個）
- 優勝旗手：1回（1931年5月場所）
- 各段優勝
  - 幕内最高優勝：3回（1932年2月場所（全勝）・10月場所、1934年5月場所（全勝））
  - 十両優勝：2回（1929年3月場所・5月場所）

### 場所別成績
| 1917年 （大正6年） | （前相撲）               | x                      | （前相撲）                | x               |
| 1918年 （大正7年） | 東序ノ口25枚目 3–2       | x                      | 東序二段70枚目 4–1        | x               |
| 1919年 （大正8年） | 西序二段17枚目 3–1 (1預) | x                      | 東三段目32枚目 4–1        | x               |
| 1920年 （大正9年） | 西三段目3枚目 4–1        | x                      | 東幕下28枚目 2–2 (1預)    | x               |
| 1921年 （大正10年） | 東幕下26枚目 3–1 (1預)   | x                      | 東幕下19枚目 3–1 (1預)    | x               |
| 1922年 （大正11年） | 東十両13枚目 2–1 (2預)   | x                      | 西十両3枚目 4–3           | x               |
| 1923年 （大正12年） | 西前頭15枚目 2–7 (1預)   | x                      | 東十両4枚目 6–3           | x               |
| 1924年 （大正13年） | 西前頭13枚目 4–5 (1預)   | x                      | 西前頭12枚目 4–7          | x               |
| 1925年 （大正14年） | 西前頭15枚目 8–3         | x                      | 東前頭5枚目 8–2 (1引分) ★ | x               |
| 1926年 （大正15年） | 東小結 0–0–11            | x                      | 西前頭4枚目 8–3           | x               |
| 1927年 （昭和2年） | 東前頭筆頭 3–8           | 東前頭筆頭 3–8         | 西前頭7枚目 0–0–11        | 前頭 引退 0–0–0 |
| 1928年 （昭和3年） | x                        | x                      | x                         | 幕下筆頭 4–3    |
| 1929年 （昭和4年） | 東十両12枚目 8–3         | 東十両12枚目 優勝 10–1 | 西十両筆頭 優勝 11–0      | 西十両筆頭 8–3  |
| 1930年 （昭和5年） | 東前頭8枚目 6–5          | 東前頭8枚目 7–4        | 西前頭3枚目 3–8           | 西前頭3枚目 9–2 |
| 1931年 （昭和6年） | 東小結 5–6               | 東小結 4–7             | 西前頭3枚目 10–1 旗手     | 西前頭3枚目 6–5 |
| 1932年 （昭和7年） | 西関脇 8–0               | 西関脇 8–2             | 東張出大関 10–1           | 東張出大関 9–2  |
| 1933年 （昭和8年） | 東大関 5–6               | x                      | 西大関 7–4                | x               |
| 1934年 （昭和9年） | 西大関 7–4               | x                      | 西大関 11–0               | x               |
| 1935年 （昭和10年） | 東大関 5–6               | x                      | 西張出大関 7–4            | x               |
| 1936年 （昭和11年） | 西大関 4–7               | x                      | 西大関 6–5                | x               |
| 1937年 （昭和12年） | 西大関 6–5               | x                      | 西大関 10–3               | 引退 0–0–0      |
| 各欄の数字は、「勝ち-負け-休場」を示す。 優勝 引退 休場 十両 幕下 三賞：敢=敢闘賞、殊=殊勲賞、技=技能賞 その他：★=金星 番付階級：幕内 - 十両 - 幕下 - 三段目 - 序二段 - 序ノ口 幕内序列：横綱 - 大関 - 関脇 - 小結 - 前頭（「#数字」は各位内の序列） |                          |                        |                           |                 |

## 幕内対戦成績
| 力士名 | 勝数 | 負数 | 力士名 | 勝数 | 負数 | 力士名       | 勝数 | 負数 | 力士名       | 勝数 | 負数 |
| ------ | ---- | ---- | ------ | ---- | ---- | ------------ | ---- | ---- | ------------ | ---- | ---- |
| 朝光   | 3    | 1    | 旭川   | 5    | 0    | 阿蘇ヶ嶽     | 1    | 0※   | 綾鬼         | 3    | 1    |
| 綾川   | 8    | 2    | 綾錦   | 2    | 2    | 綾昇         | 2    | 1    | 池田川       | 0    | 1    |
| 五ツ嶋 | 1    | 0    | 大潮   | 6    | 0    | 大門岩       | 1    | 0    | 大ノ里       | 4    | 6    |
| 沖ツ海 | 4    | 2    | 鬼風   | 1    | 0    | 海光山       | 2    | 0    | 鏡岩         | 4    | 3    |
| 笠置山 | 3    | 1    | 柏山   | 2    | 1    | 桂川         | 0    | 1    | 桂川         | 0    | 1    |
| 九州山 | 1    | 0    | 錦華山 | 2    | 0    | 古賀ノ浦     | 5    | 0    | 駒ノ里       | 0    | 1    |
| 潮ヶ濱 | 0    | 1    | 東雲   | 1    | 0    | 信夫山       | 4    | 2    | 白岩         | 2    | 1    |
| 新海   | 3    | 7    | 外ヶ濱 | 3    | 1    | 大邱山       | 3    | 3    | 髙登         | 5    | 3    |
| 寳川   | 3    | 0    | 玉碇   | 3    | 2    | 玉錦         | 8(1) | 7    | 玉ノ海       | 0    | 1    |
| 太郎山 | 1    | 0    | 筑波嶺 | 1    | 0    | 常ノ花       | 1    | 3    | 鶴ヶ濱       | 1    | 2    |
| 劔岳   | 1    | 0    | 光風   | 0    | 2    | 出羽ヶ嶽     | 6    | 3    | 出羽ノ花     | 0    | 1    |
| 出羽湊 | 2    | 1    | 天竜   | 3    | 2    | 常盤野       | 1    | 0    | 土州山       | 1    | 0    |
| 巴潟   | 1    | 0    | 楢錦   | 3    | 1    | 錦洋         | 1    | 1    | 能代潟       | 7    | 2    |
| 幡瀬川 | 7    | 4    | 磐石   | 0    | 1    | 肥州山       | 2    | 0    | 常陸岩       | 1    | 7    |
| 常陸嶋 | 3    | 2    | 常陸嶽 | 1    | 1    | 福柳         | 1    | 0※※  | 藤ノ里       | 2    | 1    |
| 双葉山 | 4    | 5    | 星甲   | 2    | 0    | 真鶴         | 1    | 3    | 男女ノ川     | 5    | 6    |
| 武藏山 | 6    | 10   | 大和錦 | 1    | 0    | 山錦         | 1    | 7    | 槍ヶ嶽       | 2    | 1    |
| 吉野山 | 3    | 0    | 雷ノ峰 | 2    | 1    | 両國(松ヶ崎) | 0    | 1    | 両國(瓊ノ浦) | 6    | 1    |
| 和歌嶌 | 5    | 3    | 若瀬川 | 5    | 0    | 若常陸       | 3    | 1    |              |      |      |

※他に阿蘇ヶ嶽に預りが1つ、福柳に預りと引分が1つずつある。

## 改名歴
- 清水川 米作（しみずがわ よねさく）：1917年1月場所 - 1926年5月場所
- 清水川 清行（ - きよゆき）：1927年1月場所 - 1927年3月場所
- 清水川 米作（しみずがわ よねさく）：1927年5月場所 - 1931年3月場所
- 清水川 元吉（ - もときち）：1931年5月場所 - 1937年5月場所[10]

## 年寄変遷
- 追手風 元吉（おいてかぜ もときち）：1937年5月場所 - 1965年1月12日